# Frappé

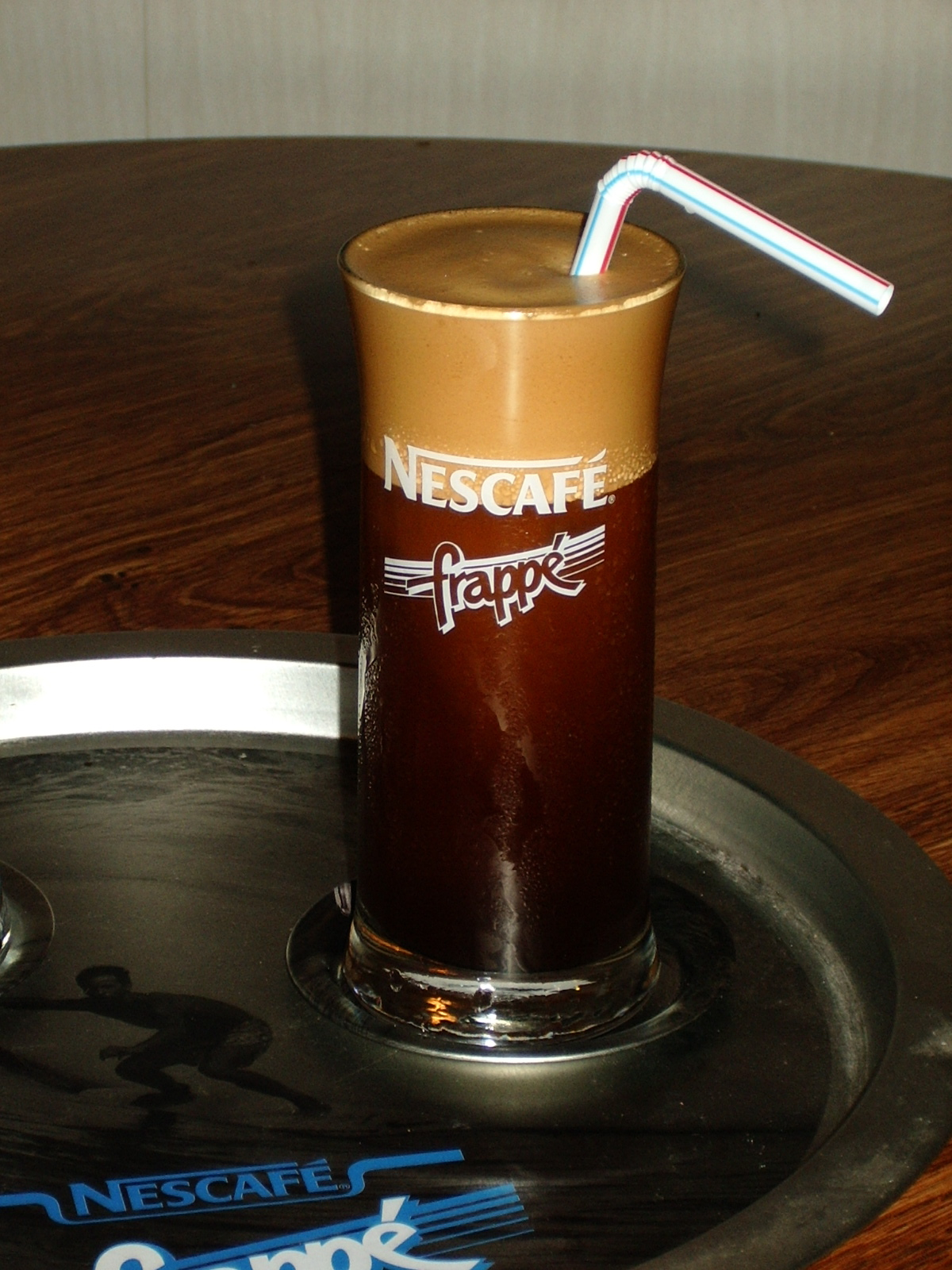
Een glas frappé

Frappé (Grieks: καφές φραπέ, kafes frape) (in het Grieks: φραπέ; van het Franse woord voor 'geslagen') is een schuimend Grieks koffiedrankje gemaakt van oploskoffie dat koud gedronken wordt.
Het wordt geserveerd in hoge glazen met een rietje en een glas water. Omdat het populair geworden is door het toerisme, wordt er de laatste jaren bijvoorbeeld ook in Nederland en België reclame voor gemaakt.

## Oorsprong
De oorsprong van de frappé ligt in de Internationale Beurs van Thessaloniki in 1957. Het bedrijf Nestlé demonstreerde een nieuw kinderdrankje, een chocolademelkpoeder dat kon worden bereid door melk toe te voegen en een en ander in een shaker te schudden. Een medewerker van het bedrijf, Dimitrios Vakondios, zocht naar een manier om in de pauze oploskoffie te maken, maar kon geen warm water vinden. Dus besloot hij koud water en de shaker te gebruiken en maakte zo de eerste frappé, die in de loop van de afgelopen vijftig jaar uitgroeide tot de nationale drank van Griekenland, onder andere door de marketing van Nestlé.

## Bereidingswijze
De oploskoffie wordt met water schuimig opgeklopt. Het drankje wordt dan in een glas gegoten waarin zich (gebroken) ijs bevindt.
Wanneer aan het water melk wordt toegevoegd, heet de frappé gala. Verder wordt er doorgaans onderscheid gemaakt tussen drie graden van zoetheid: een frappé glikós is (zeer) zoet, een métrios is minder zoet, een skétos bevat geen suiker. In sommige (luxueuzere) gelegenheden wordt aan de koffie een koffielikeur of ijs toegevoegd.

## Balkan
In de omliggende landen wordt deze drank ook gedronken, in Servië wordt deze met melk geserveerd onder de naam Nes. Daarvoor wordt een andere soort Nescafé gebruikt dan in West-Europa, waardoor de oploskoffie een steviger schuim oplevert. Deze wordt met een kleine blender in een longdrinkglas opgeschuimd, eventueel met suiker, waarna er koude melk wordt opgeschonken.

## Trivia
- In Frankrijk wordt onder frappé doorgaans een milkshake verstaan.